# Districtul Chiang Khwan
Chiang Khwan (în thailandeză เชียงขวัญ) este un district (Amphoe) din provincia Roi Et, Thailanda, cu o populație de 27.859 de locuitori și o suprafață de 127,2 km².

## Componență
Districtul este subdivizat în 6 subdistricte (tambon), care sunt subdivizate în 66 de sate (muban).
| Nr. | Nume         | În thailandeză | Sate | Locuitori |  |
| --- | ------------ | -------------- | ---- | --------- |  |
| 1.  | Chiang Khwan | เชียงขวัญ        | 12   | 4,666     |  |
| 2.  | Phlapphla    | พลับพลา         | 11   | 4,807     |  |
| 3.  | Phra That    | พระธาตุ         | 8    | 2,495     |  |
| 4.  | Phra Chao    | พระเจ้า         | 12   | 4,714     |  |
| 5.  | Mu Mon       | หมูม้น           | 10   | 4,727     |  |
| 6.  | Ban Khueang  | บ้านเขือง        | 13   | 6,450     |  |